# Морозово-Борковское сельское поселение
Морозово-Борковское се́льское поселе́ние — сельское поселение в Сапожковском районе Рязанской области России.

## История
Образовано в результате муниципальной реформы 2006 г. на территории Морозово-Борковского сельского округа (центр Морозовы-Борки) — с возложением административного управления на село Морозовы-Борки.

## Население
| 2010  | 2012  | 2013  | 2014  | 2015  | 2016  | 2017  |
| ----- | ----- | ----- | ----- | ----- | ----- | ----- |
| 966   | ↗1013 | ↗1083 | ↗1134 | ↘1097 | ↘1073 | ↘1043 |
| 2018  | 2019  | 2020  | 2021  |       |       |       |
| ↘1004 | ↘962  | ↘936  | ↗939  |       |       |       |

## Административное устройство
Образование и административное устройство сельского поселения определяются законом Рязанской области от 07.10.2004 № 93-ОЗ.
Границы сельского поселения определяются законом Рязанской области от 11.11.2008 № 162-ОЗ.

## Состав сельского поселения
В состав сельского поселения входят 5 населённых пунктов:
| № | Населённый пункт       | Тип населённого пункта       | Население |
| - | ---------------------- | ---------------------------- | --------- |
| 1 | Александро-Прасковинка | деревня                      | 51        |
| 2 | Дмитриевка             | деревня                      | 3         |
| 3 | Морозовы-Борки         | село, административный центр | ↘571      |
| 4 | Собчаково              | село                         | ↘305      |
| 5 | Ширино                 | деревня                      | 12        |